# Красьниця (Великопольське воєводство)
Красьниця (пол. Kraśnica) — село в Польщі, у гміні Ґоліна Конінського повіту Великопольського воєводства.
Населення — 553 особи (2011).

## Демографія
Демографічна структура станом на 31 березня 2011 року:
|          | Загалом | Допрацездатний вік | Працездатний вік | Постпрацездатний вік |
| -------- | ------- | ------------------ | ---------------- | -------------------- |
| Чоловіки | 268     | 59                 | 186              | 23                   |
| Жінки    | 285     | 67                 | 168              | 50                   |
| Разом    | 553     | 126                | 354              | 73                   |